# Осьмак, Кирилл Иванович
Кири́лл Ива́нович Осьма́к (укр. Кири́ло Осьма́к; 9 мая 1890, с. Шишаки, Миргородский уезд, Полтавская губерния; ныне Шишацкий район, Полтавская область — 16 мая 1960) — украинский политик, деятель ОУН (крыло С. Бандеры), в 1944 — Президент Украинского Главного Освободительного Совета.

## Биография
Получил образование в Московском сельскохозяйственном институте (1910—1916). Студенческую практику проходил на Волыни, Кубани, в Сибири.
Был членом УПСР и Центральной Рады (1917—1918). Агроном, организатор кооперативов. Подвергался арестам в Харькове в 1928 г., в Москве (1930), осуждён на 5 лет заключения, освобождён досрочно. Работал в народном хозяйстве (1932—1938). Снова арестован (1938—1940). После освобождения жил в Киеве (1940—1941). Установил связь с ОУН, во время оккупации переехал во Львов, работал в организации УЦК. В 1944 г. избран Президентом Украинского Главного Освободительного Совета.
13 сентября 1944 г. арестован, находился в заключении в тюрьме г. Дрогобыч (1944—1947), Владимирской тюрьме (1948—1960), где и умер.
В 2004 году перезахоронили на Байковом кладбище Киева (участок 49-а)

## Семья
Дочь Кирилла Осьмака-Наталья Осьмак-гражданская деятельница. Её сын, внук Кирилла Осьмака-Дмитрий Шолом-медик, участник АТО.

## Память
- 24 августа 2007 года в Шишаках был открыт памятный знак Кириллу Осьмаку. В ночь на 28 декабря 2007 этот памятный знак осквернено. Вандалы повредили мемориальную доску с портретом К. Осьмака: очевидно, по ней бросали асфальтовые глыбы и обломок бетонного бордюра.
- 1 декабря 2007 года на Байковом кладбище в г. Киеве (участок 49-а) состоялось освящение памятника Кириллу Осьмаку[2].
- Решением сессии Шишацкого поселкового совета, которая состоялась 11 февраля 2008, часть улицы Ленина в центре поселка Шишаки переименована в майдан Кирилла Осьмака.
- Решением Киевского городского совета от 3 сентября 2015 года одна из улиц Киева названа именем Кирилла Осьмака.
- В 2018 году в урочище Марголичи, что между селами Орив и Ямельница, в Дрогобычском районе Львовской области на часовне в честь борцов за волю Украины установлена мемориальная таблица в честь председателя УГВР Кирилла Осьмака, который на Орове был ранен, после чего лечился в селе Дорожеве[3].
- 20 мая 2015 года в Полтаве улица Баумана была переименована в улицу Кирилла Осьмака[4].

## Награды
- Орден Свободы (31 октября 2018 года, посмертно) — за значительный личный вклад в национальное возрождение и построение Украинского государства, активное участие в национально-освободительном движении, многолетнюю плодотворную общественную деятельность и по случаю 100-летия провозглашения Западноукраинской Народной Республики[5]